# هندريك كازيمير
هندريك كازيمير (بالهولندية: Hendrik Casimir) عالم فيزياء هولندي ولد في 15 يوليو 1909 في لاهاي وتوفي شرق آيندهوفن في 4 مايو 2000.

بعد نيله شهادة الدكتوراه في الفيزياء من جامعة ليدن سنة 1931، أصبح مساعداً للاستاذ فولفغانغ باولي في المعهد الفدرالي للتكنولوجيا بزوريخ، ثم عمل مديراً لمخابر علم التبريد الشديد في لاهاي ومن ثم باحثاً وعالماً في مختبرات شركة فيليبس.
ويعود اليه الفضل في اكتشاف التأثير الفيزيائي الذي سمي باسمه.

## روابط خارجية
- هندريك كازيمير على موقع الموسوعة البريطانية (الإنجليزية)
- هندريك كازيمير على موقع مونزينجر (الألمانية)